# حمام دوقلو
حمام دوقلو مربوط به اواخر دوره قاجار است و در شبستر، داخل شهر واقع شده و این اثر در تاریخ ۹ اردیبهشت ۱۳۸۲ با شمارهٔ ثبت ۸۳۹۰ به‌عنوان یکی از آثار ملی ایران به ثبت رسیده‌است.